# تشيسينا أوزانيز
تشيسينا أوزانيز بلدة من البلدات التي يُطلق عليها كومونا في إيطاليا والتي تعني "بلدية"، تقع بلدية تشيسينا أوزانيز في مقاطعة بيستويا في منطقة توسكاني في إيطاليا، وتقع على مسافة حوالي 45 كيلومتر (28 ميل) غرب فلورنس، وحوالي 20 كيلومتر (12 ميل) جنوب غرب بيستويا.
يحُد تشيسينا أوزانيز كل من البلديات التالية: ألتوباشيو (ألتوباسيو)، وبوجيانو (بوغيانو)، وفوسيتشيو (فوسشيو)، ومونت كارلو (Montecarlo)، وبيسيا (بيسكيا)، وبونت بوجيانيز (بنتج بوجيان)، وأوزانو (أوتزانو).

## المدن التوأم
عقدت بلدة تشيسينا أوزانيز اتفاقية توأمة مع:
- بلدة سانت ميمي (سانت ميمي) في فرنسا